# Saccardoëlla graeweana
Saccardoëlla graeweana är en svampart som tillhör divisionen sporsäcksvampar, och som först beskrevs av Olof Gotthard Blomberg, och fick sitt nu gällande namn av M.E.Barr, L.Holm och Kerstin Holm. Saccardoëlla graeweana ingår i släktet Saccardoella, klassen Sordariomycetes, divisionen sporsäcksvampar och riket svampar. Arten är reproducerande i Sverige.